# Martin Heidegger
Martin Heidegger (/ˈhaɪdɛɡər, ˈhaɪdɪɡər/) alemany: [ˈmaʁtiːn ˈhaɪdɛɡɐ]; (Meßkirch, Baden, Imperi Alemany, 26 de settembre, 1889; Meßkirch, Baden-Württemberg, Alemanya Occidental, 26 de maig de 1976) fou un filòsof alemany que és àmpliament considerat com un dels més importants del segle xx. És conegut sobretot per les seves contribucions a la fenomenologia, l'hermenèutica i l'existencialisme.
Al text fonamental de Heidegger Sein und Zeit (Ésser i temps, 1927), hi introdueix el terme Dasein per al tipus d'ésser específic que posseeixen els humans. Dasein és un mode d'ésser que s'ha traduït com "existència", "realitat humana" o, principalment, "ser aquí". Heidegger creu que Dasein ja té una comprensió "preontològica" i no abstracta que dona forma a la seva vida. Els comentaristes han assenyalat que Dasein i "ser al món" són conceptes unitaris en contrast amb la visió "subjecte / objecte" de la filosofia racionalista, almenys des de René Descartes. Heidegger utilitza una anàlisi de Dasein per abordar la qüestió del significat de l'ésser, que l'erudit de Heidegger Michael Wheeler descriu com "preocupat per allò que fa que els éssers siguin intel·ligibles com a éssers".
El treball posterior de Heidegger inclou crítiques a la visió, comuna en la tradició occidental, que tota la natura és una "reserva permanent" de guàrdia, com si fos una part de l'inventari industrial.
Va ser un membre actiu del Partit Nazi de 1933 a 1945. La relació entre la seva filosofia i el nazisme és encara avui dia un motiu de polèmica.

## Biografia
A la fi del segle xix Messkirch, era una petita ciutat de Suàbia en una regió poc industrialitzada i econòmicament endarrerida, impregnada d'un catolicisme conservador, mesclat d'antisemitisme i nacionalisme pangermànic. El pare de Heidegger era un petit artesà i la seva mare d'origen pagès. El liberalisme econòmic i els moviments d'emancipació obrera que tocaven altres regions d'Alemanya, hi eren vists com una amenaça dels valors tradicionals. A l'escola primària el jove Martin va destacar-se per a la seva intel·ligència i va rebre una beca al Collegium Josephinum a Konstanz, un col·legi jesuïta, sostingut per l'església catòlica com a bastió contra el protestantisme i el modernisme. Tot i això, una part del professorat era menys ultramuntà i obert a les noves tendències. A la fi dels seus estudis secundaris, va abandonar el seminari després d'un mes i decidí d'estudiar a la Universitat de Friburg de Brisgòvia on va graduar en teologia catòlica i més tard filosofia. Hi va ser alumne d'Edmund Husserl, el fundador de la fenomenologia. Va esdevenir el líder d'un moviment estudiantil de dreta catòlica.

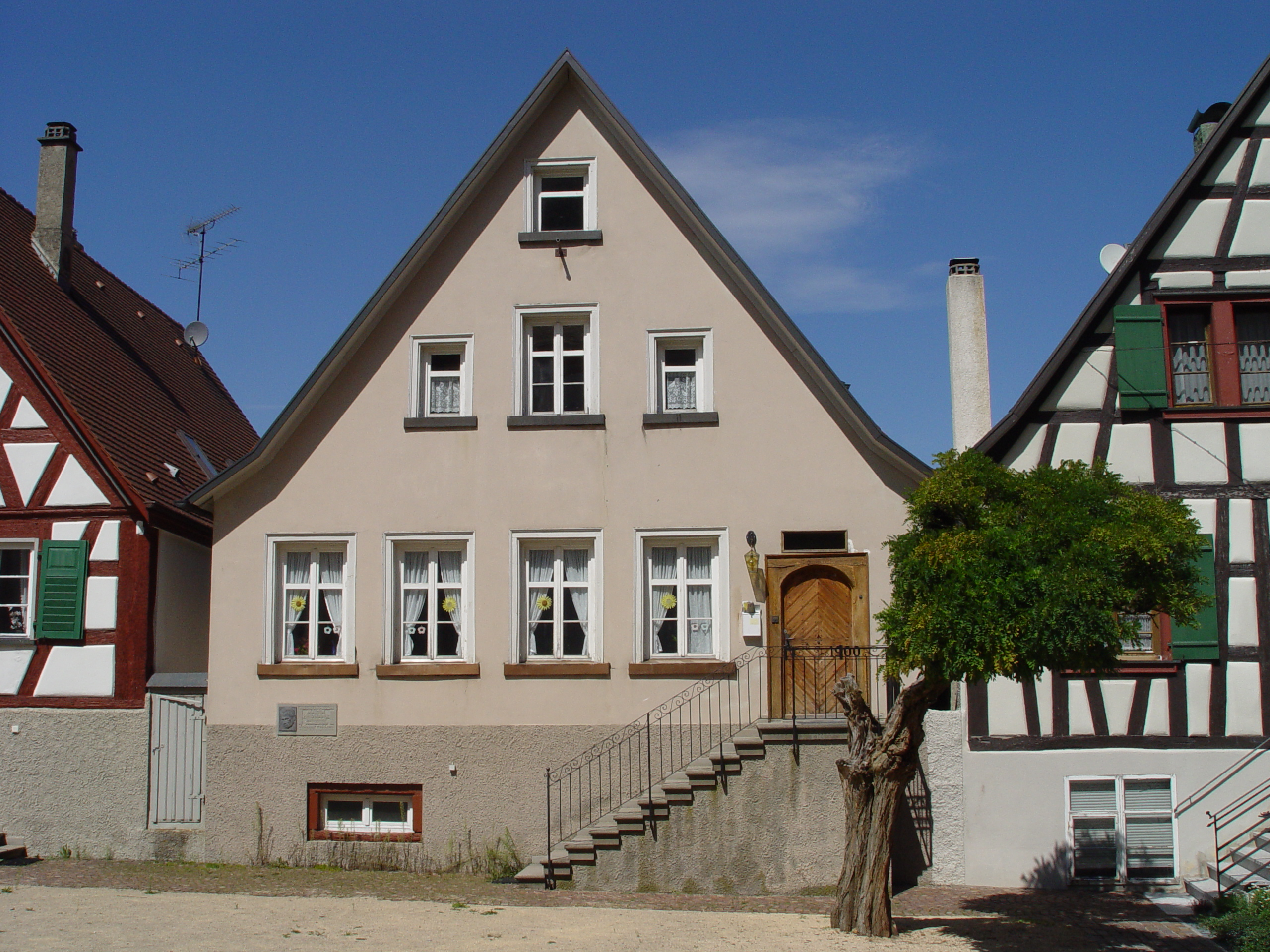
La casa on Heidegger es va criar a Messkirch

Va començar la seva activitat docent a Friburg el 1915. Com molts alemanys, va sofrir el tractat de Versalles (1919) com una humiliació, que en molts alemanys va nodrir ressentiments i somnis de reconstruir la mítica Gran Alemanya d'antany. El jove Heidegger va simpatitzar amb aquest moviment. Va ensenyar durant un període 1923-28 a Marburg. Va retornar a Friburg en aquest últim any, ja com a professor de filosofia.

### 1933-1945: nacionalsocialista convençut
El 1933 va afiliar-se al partit nazi NSDAP i va ser-ne membre fins a la fi de la Segona Guerra Mundial. A la seva afiliació va declarar: «Sóc de descendència alemanya i lliure de qualsevol sang jueva o de color.» Va esdevenir rector de la Universitat de Friburg. En una crida als estudiants alemanys del 3 de novembre següent perseverà: «No són teoremes o idees les regles del vostre ésser. El Führer (Adolf Hitler) mateix i només ell és la vostra llei, ell és la realitat d'avui i del futur». Hi va advocar la necessitat d'eliminar la llibertat acadèmica, «per supeditar tot ensenyament i tota vida universitària al destí (paraula forta de tots els totalitarismes) d'Alemanya». L'11 de novembre va ser un dels organitzadors i oradors d'una celebració festiva de la revolució nacionalsocialista amb el tema «Amb Adolf Hitler per a l'honor, la llibertat i el dret del poble alemany» a Leipzig, a la qual ell i centenars de professors van subscriure una prometença al Führer. Heidegger era molt influenciat per les teories de Plató, de La República sobre l'estat ideal, dirigit per una oligarquia de filòsofs, i veia en Hitler un correligionari per a realitzar aquest ideal en una forma moderna.
El 27 d'abril del 1934 va donar la seva dimissió de rector, per què no hauria obtingut prou suport per a la seva política universitària, ni a l'institut, ni al NSDAP. No va ser, com ell va pretendre ulteriorment, perquè no volia suportar la política universitària nacionalsocialista, sinó perquè, segons ell, aquesta política no anava prou lluny per a acceptar el seu projecte ambiciós de crear una acadèmia central per a la formació filosòfica i ideològica dels docents. El 19 d'agost del mateix any, va signar amb setanta intel·lectuals un anunci al diari nazi Völkischer Beobachter per donar suport a Hitler al referèndum sobre el cap d'estat del Reich, que va permetre concentrar tot el poder en mans del Führer. La controvèrsia si era un nazi convençut o només un oportunista queda viva fins avui. Segons els uns, com Habermas mai no va separar-se de la seva opció política del 1934. Segons el seu fill Hermann, les frases pronazi eren una forma de camuflatge per tal d'enganyar els agents de la policia secreta que controlaven els seus cursos i de poder exercir així una «resistència espiritual» al règim. Segons Hugo Ott, aquesta tesi de defensa és una llegenda i una ofensa a totes les persones que van resistir realment, en arriscar la seva vida. Malgrat l'obstrucció dels seus hereus refusant l'accés als arxius d'historiadors crítics, es filtren a poc a poc documents i proves de la seva sintonia fins a la fi amb la filosofia nazi.
En la seva apologia, escrit el 1945 per a les autoritats de les forces aliades després de la guerra, va minimitzar el seu activisme nazi en pretendre que només va consentir verbalment amb el nazisme, per a salvar la llibertat acadèmica de la «seva» universitat i va utilitzar la seva dimissió com prova de la seva sinceritat democràtica. Això no correspon amb els fets que mostren un compromís molt més intensiu amb el nazisme, durant el seu mandat i després la seva dimissió. Tenia l'ambició, en la tradició platònica d'esdevenir el führer filosòfic del nou estat alemany. Va escriure el setembre 1933: «Sé que he de treballar a l'obra que més contribueixi a la missió d'Adolf Hitler.» i el 1974 encara escriví «La nostra Europa sucumbeix sota la democràcia».

### 1945-1979: filòsof admirat pels uns, execrat pels altres
El 1945 fou destituït com a docent a Friburg, després de l'alliberament d'Alemanya pels aliats després de la Segona Guerra Mundial les forces aliades no li van atorgar el «certificat Persil». En una Alemanya que volia oblidar el seu passat feixista, l'any 1952 es reincorporà, si bé la seva activitat acadèmica fou ja molt menys constant. Encara que rebé d'alguns dels seus deixebles, com Herbert Marcuse, el suggeriment insistent que es retractés públicament del seu discurs de 1933, el filòsof desestimà el consell i mai no va voler desdir-se de les seves posicions. En una resposta a Marcuse va equiparar l'expulsió dels alemanys dels territoris del Reich cedits després de la guerra a Polònia, Rússia i Txecoslovàquia amb la sort dels jueus a l'holocaust.

## La seva filosofia

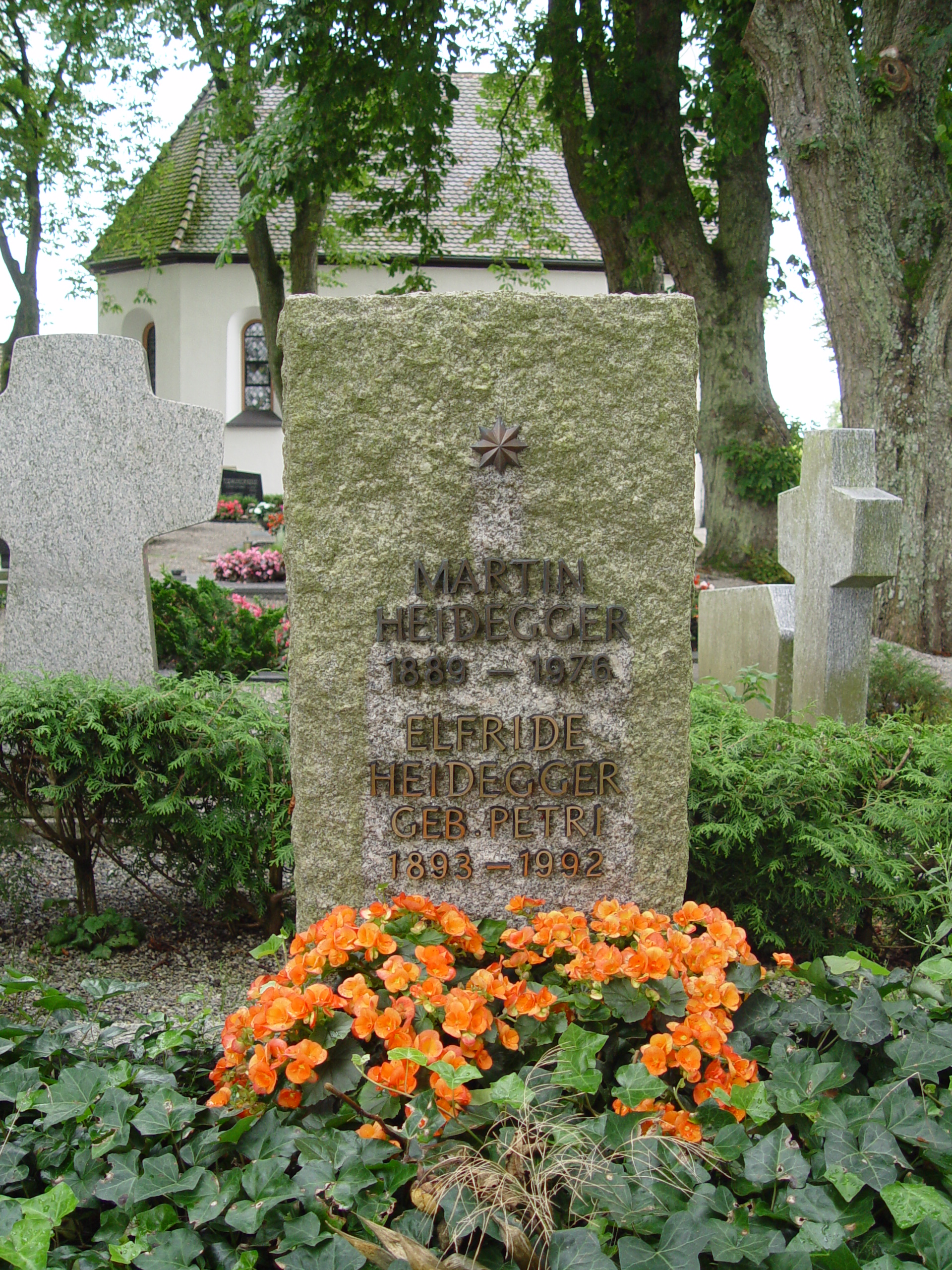
Tomba de Martin Heidegger

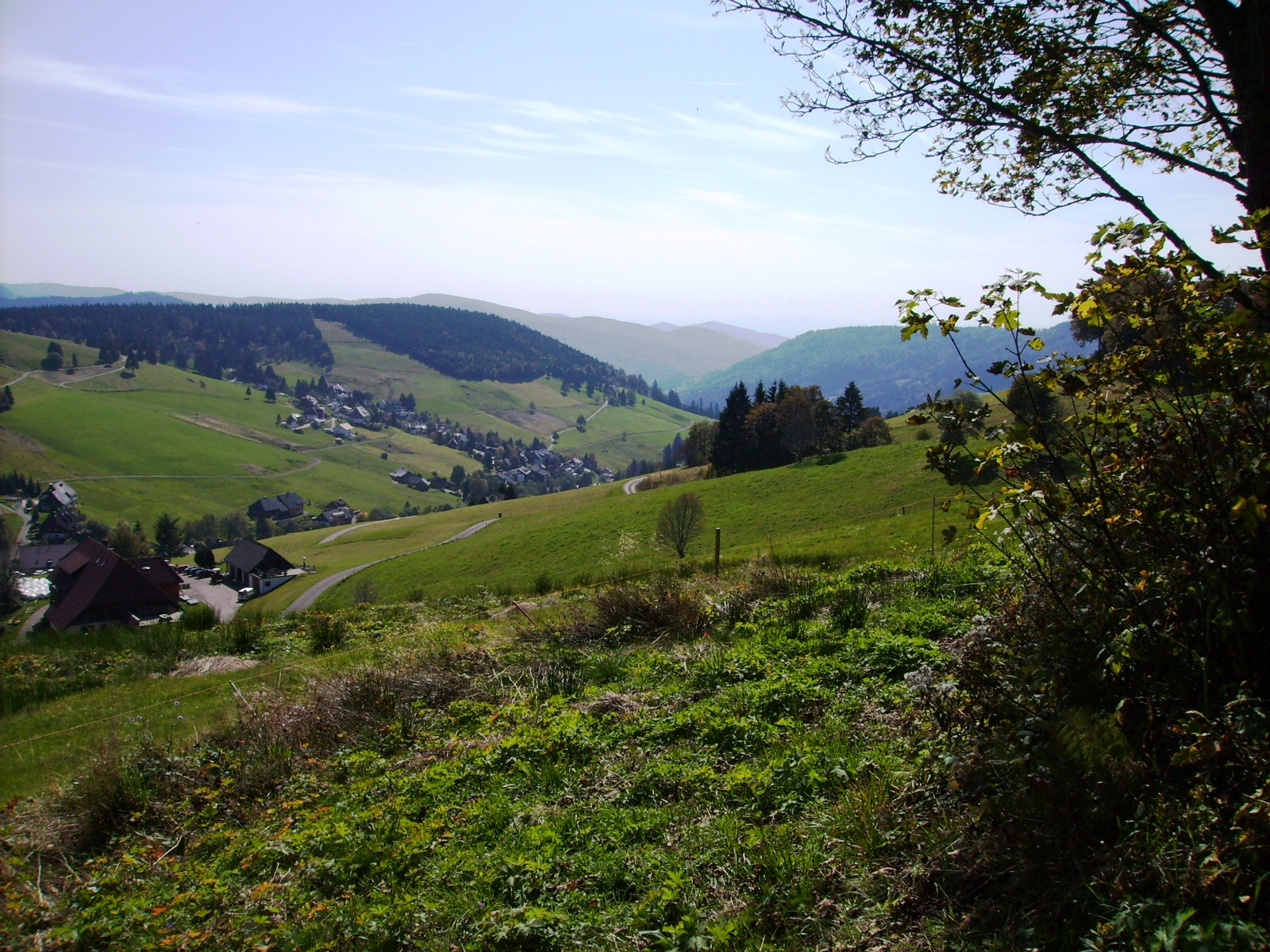
Vista des del xalet de vacances de Heidegger a Todtnauberg. Heidegger hi va escriure la major part de lÉsser i el temps.

### Ser aquí
A l'Ésser i el temps de 1927, Heidegger rebutja la visió cartesiana de l'ésser humà com a espectador subjectiu d'objectes, segons Marcella Horrigan-Kelly. El llibre sosté que tant el subjecte com l'objecte són inseparables. En presentar "ser" com a inseparable, Heidegger va introduir el terme Dasein o ser aquí, destinat a encarnar un "ésser viu" mitjançant la seva activitat d'"estar aquí" i "estar al món". Entès com un fenomen unitari més que com una combinació additiva i contingent, l'ésser al món és una característica essencial de Dasein, segons Michael Wheeler (2011).
El relat de Heidegger sobre Dasein a l'ésser i el temps passa per una dissecció de les experiències d' Angst , "el Res" i la mortalitat, i després per una anàlisi de l'estructura de la "Cura" com a tal. A partir d'aquí es planteja el problema de l'"autenticitat", és a dir, la potencialitat dels mortals a Dasein existeix plenament suficient que en realitat podria comprendre l'ésser i les seves possibilitats. Dasein no és "home", però no és res més que "home", segons Heidegger. A més, va escriure que Dasein és "l'ésser que donarà accés a la qüestió del significat de l'ésser".

### Ésser
L'experiència ordinària i fins i tot mundana de Dasein de "ser-al-món" proporciona "accés al significat" o "sentit de l'ésser alguna cosa" (Sinn des Seins)". Heidegger proposa que aquest significat dilucidaria la comprensió ordinària "precientífica", que precedeix formes abstractes de saber, com la lògica o la teoria.
Aquest suposat "accés no lingüístic i precognitiu" al significat de l'ésser no va subratllar cap narrativa particular i preferida, segons una anàlisi de Richard Rorty d'Edward Grippe. En aquest relat, Heidegger sosté que no s'ha de preferir cap comprensió particular de l'ésser (ni l'estat de Dasein i els seus esforços) sobre un altre. A més, "Rorty està d'acord amb Heidegger en què no hi ha un poder ocult anomenat Ésser", escriu Grippe, afegint que Rorty considera que el concepte d'Esser de Heidegger és metafòric.
Però Heidegger en realitat no ofereix "cap sentit de com podem respondre a la pregunta de ser com a tals", escriu Simon Critchley en un comentari de nou parts del bloc sobre el treball de The Guardian (2009). Segons Critchley, el llibre proporciona "una resposta a la pregunta de què significa ser humà". No obstant això, Heidegger presenta el concepte:" Ser "no és una cosa així com un ésser, sinó més aviat "el que determina els éssers com a éssers". Els intèrprets Thomas Sheehan i Mark Wrathall afirmen cadascun per separat que l'èmfasi dels comentaristes sobre el terme "Ser" estan fora de lloc i que el focus central de Heidegger mai no va ser "Ser" com a tal. Wrathall va escriure (2011) que l'elaborat concepte de Heidegger d'"ocultament" era el seu focus central de tota la vida, mentre que Sheehan (2015) proposava que el filòsof se centrava en allò que "provoca el ser com a donació d'entitats".
Heidegger afirma que l'ontologia tradicional ha obviat perjudicialment la qüestió de l'ésser. La seva anàlisi empra un cercle hermenèutic, basant-se en actes d'interpretació repetitius però progressius.

### Temps
Heidegger creu que el temps troba el seu significat en la mort, segons Michael Kelley. És a dir, el temps només s'entén des d'una mirada finita o mortal. El mode essencial d'estar al món de Dasein és temporal: haver estat “llançat” al món implica un “passar” del seu ésser. Dasein s'ocupa de les tasques actuals requerides pels objectius que ha projectat sobre el futur. Així, Heidegger conclou que la característica fonamental de Dasein és la temporalitat, escriu Kelley.
La dasein, com a subjecte / objecte inseparable, no es pot separar de la seva "historicitat" objectiva. D'una banda, Dasein s'estén entre el naixement i la mort i es llença al seu món; en les seves possibilitats que Dasein s'encarrega d'assumir. D'altra banda, l'accés de Dasein a aquest món i a aquestes possibilitats sempre es fa mitjançant una història i una tradició; aquesta és la qüestió de la “historicitat mundial”.

### Diferència ontològica i ontologia fonamental
La noció de diferència ontològica (ontologische Differenz) és fonamental per a la filosofia de Heidegger: la diferència entre ser com a tal i les entitats específiques. Acusa la tradició filosòfica d'oblidar-se d'aquesta distinció, que ha conduït a l'error d'entendre el fet de ser tal com una mena d'entitat última, per exemple com a “idea, energia, substància, monada o voluntat de poder”. Heidegger intenta corregir aquest error en la seva pròpia ontologia fonamental, centrant-se en el significat de l'ésser, un projecte semblant a la metaontologia contemporània. Un mètode per aconseguir-ho és estudiant l'ésser humà, o Dasein, en la terminologia de Heidegger. La raó d'això és que ja tenim una comprensió pre-ontològica de l'ésser que conforma la manera com vivim el món. La Fenomenologia es pot utilitzar per fer explícita aquesta comprensió implícita, però ha d'anar acompanyada d'hermenèutica per evitar les distorsions derivades de l' oblit de l'ésser .

### Obres posteriors: El gir
"El gir" (die Kehre) és un terme rarament utilitzat per Heidegger però emprat pels comentaristes que fan referència a un canvi en els seus escrits ja el 1930 que es va establir clarament als anys quaranta. Els temes recurrents que caracteritzen gran part del Kehre inclouen la poesia i la tecnologia. Alguns autors com William J. Richardson descriuen, de manera diversa, un canvi de focus o un canvi important de perspectiva.
La Introducció a la metafísica de 1935 "mostra clarament el canvi" cap a l'èmfasi en el llenguatge a partir d'un èmfasi anterior a Dasein a l'Ésser i el temps vuit anys abans, segons l'assaig de Brian Bard de 1993 titulat "La lectura d'Heràclit de Heidegger". En una conferència de 1950, Heidegger va formular la famosa sentència "El llenguatge parla", publicat posteriorment a la col·lecció d'assaigs Unterwegs zur Sprache de 1959, i recollit al llibre anglès Poetry, Language, Thought (1971).
Aquest suposat canvi —aplicat aquí per cobrir uns trenta anys de 40 anys de carrera d'escriptor de Heidegger— ha estat descrit pels comentaristes des de punts de vista molt diversos; inclòs com a canvi de prioritat de l'ésser i del temps al temps i l'ésser, és a dir, de viure (ser) al món a estar (temps) al món.
Altres intèrprets creuen que "el Kehre" no existeix o té una importància exagerada. Thomas Sheehan (2001) creu que aquest suposat canvi és "molt menys dramàtic del que se sol suggerir" i comporta un canvi de focus i mètode. Sheehan sosté que al llarg de la seva carrera, Heidegger mai no es va centrar en el "ser, sinó que va intentar definir "[allò] que provoca l'ésser com a donació d'entitats". Mark Wrathall argumentar (2011) que el Kehre no es troba en els escrits de Heidegger, sinó que és simplement un equívoc. Com a prova d'aquesta visió, Wrathall veu una coherència de propòsit en la recerca de Heidegger durant tota la vida i el perfeccionament de la seva noció de "ocultament".

### La història
En la seva filosofia posterior, Heidegger va intentar reconstruir la "història de l'ésser" per mostrar com les diferents èpoques de la història de la filosofia estaven dominades per diferents concepcions de l' ésser. El seu objectiu és recuperar l' experiència original d'estar present en el primer pensament grec que hauria estat tapat pels filòsofs posteriors.
Michael Allen diu (1984) que l'acceptació teòrica de Heidegger del "destí" té molt en comú amb el mil·lenarisme del marxisme. Però els marxistes creuen que "l'acceptació teòrica de Heidegger és antagònica a l'activitat política pràctica i implica feixisme. Allen, però, diu que "el perill real" de Heidegger no és el quietisme, sinó el fanatisme. "La història, tal com ho entén Heidegger, no avança gradualment i regularment, sinó de manera espasmòdica i imprevisible". La modernitat ha llançat la humanitat cap a un nou objectiu "al límit d'un nihilisme profund" que és "tan aliè que requereix la construcció d'una nova tradició per fer-la comprensible".
Allen va extrapolar dels escrits de Heidegger que la humanitat pot degenerar en científics, treballadors i bruts. Segons Allen, Heidegger preveia que aquest abisme seria el major esdeveniment de la història d'Occident perquè permetria a la humanitat comprendre l'ésser de forma més profunda i primordial que els presocràtics.

## Un llegat controvertit
La Societat Martin Heidegger (Martin-Heidegger-Gesellschaft) va ser creada al seu poble natal el 1985, per a l'estudi crític del pensament de Heidegger, l'edició de la seva obra completa en col·laboració amb l'arxiu Heidegger a Messbach i l'arxiu alemany de la literatura (Deutsches Literaturarchiv) de Marbach i l'organització d'esdeveniments per a promoure el seu pensament. Fins al 15 de gener del 2015, el filòsof alemany Günter Figal n'era el president. Va demetre després de l'edició el 2014 d'una part dels «Quaderns Negres» (Schwarze Heften) amb escrits de Heidegger dels anys 1930-1944 amb uns passatges radicalment antisemítics. Figal va explicitar en la seva carta d'acomiadament: «Aquests propòsits no només em van xocar però em van capgirar tant que m'és massa difícil contribuir a representar això» (nota: això = una societat que porta el nom de Heidegger).[…] «La implicació de Heidegger dins el Nacionalsocialisme va ser molt més important que el que sabíem fins avui». A més va queixar-se que els hereus de Heidegger dificulten l'estudi crític, en posar moltes restriccions en accedir als arxius de Marbach. Dés de molt de temps, científics i historiadors exigeixen l'accés incondicional a tots els arxius sense cap entrebanc.
En termes generals, Heidegger encara és considerat per certs intel·lectuals, encara avui, un dels filòsofs més importants, renovadors i influents del segle xx. La seva influència fou capital en els postmoderns. De fet, Heidegger «es considerava a si mateix com el màxim pensador de la tradició occidental des d'Heràclit». Emperò, la vàlua de Heidegger, tant filosòfico-intel·lectual com político-ideològica, queda qüestionada a fons.
D'ençà dels anys quaranta, filòsofs molt rellevants (Edmund Husserl, Martin Buber, Theodor Adorno, Jeanne Hersch, Vladimir Jankélévitch, Günther Anders, etc.), així com altres acadèmics (Víctor Farías, Emmanuel Faye, Hugo Ott, Richard Wolin, etc.), havent analitzat el pensament de Heidegger de manera argumentada i aprofundida, l'han acusat d'ésser una no-filosofia, artificiosament críptica, de contingut antimodern, egotista i solipsista, amb un discurs irracionalista, antihumanista i tòxic i, en definitiva, estrictament nazi. La recent publicació pòstuma de la darrera obra de Heidegger, els Quaderns negres (Schwarze Hefte, 2014), confirma totes aqueixes acusacions, tot i que els heideggerians continuen defensant-lo.

### Martin Heidegger i el nazisme
El filòsof Martin Heidegger es va unir al Partit Nazi (NSDAP) l'1 de maig de 1933, deu dies després de ser elegit rector de la Universitat de Friburg. Un any més tard, l'abril de 1934, va renunciar al Rectorat i va deixar de participar en les reunions del Partit Nazi, però va romandre membre del Partit Nazi fins al seu desmantellament al final de la Segona Guerra Mundial. Les audiències de desnazificació immediatament després de la Segona Guerra Mundial van portar a l'acomiadament d'Heidegger de Friburg, prohibint-li l'ensenyament. El 1949, després de diversos anys d'investigació, l'exèrcit francès finalment va classificar Heidegger com a Mitläufer o " compañer de viatge ". La prohibició d'ensenyar es va aixecar el 1951 i Heidegger va rebre l'estatus d'emèrit el 1953, però mai se li va permetre reprendre la seva presidència de filosofia.
La implicació d'Heidegger amb el nazisme, la seva actitud cap als jueus i el seu silenci gairebé total sobre l'Holocaust en els seus escrits i ensenyaments després de 1945 són molt controvertits. Els Black Notebooks, escrits entre 1931 i 1941, contenen diverses declaracions antisemites, encara que també contenen diverses declaracions on Heidegger sembla extremadament crític amb l'antisemitisme racial. Després de 1945, Heidegger mai va publicar res sobre l'Holocaust o els camps d'extermini, i en va fer una única menció verbal, l'any 1949, el significat dels quals és discutit entre els estudiosos. Heidegger mai es va disculpar per res i només se sap que va expressar el seu pesar una vegada, en privat, quan va descriure el seu rectorat i el compromís polític relacionat com "la més gran estupidesa de la seva vida" ("die größte Dummheit seines Lebens").
Si hi ha una relació entre la filiació política de Heidegger i la seva filosofia és un altre tema de controvèrsia. Crítics, com Günther Anders, Jürgen Habermas, Theodor Adorno, Hans Jonas, Maurice Merleau-Ponty, Karl Löwith, Pierre Bourdieu, Maurice Blanchot, Emmanuel Levinas, Luc Ferry, Jacques Ellul i Alain Renaut afirmen que L'afiliació d'Heidegger al Partit Nazi va revelar defectes inherents a les seves concepcions filosòfiques. Els seus partidaris, com Hannah Arendt, Otto Pöggeler, Jan Patočka, Silvio Vietta, Jacques Derrida, Jean Beaufret, Jean-Michel Palmier, Richard Rorty, Marcel Conche, Julian Young, Catherine Malabou i François Fédier, veuen la seva implicació amb el nazisme com un "error" personal – una paraula que Arendt va posar entre cometes quan es referia a la política de l'època nazi de Heidegger – això és irrellevant per a la seva filosofia.

## Obres
Les obres recollides de Heidegger són publicades en un primer moment per Vittorio Klostermann. La publicació va començar durant la vida de Heidegger. Va definir l'ordre de publicació i va dictar que el principi de l'edició hauria de ser "formes que no funcionin". La publicació encara no s'ha completat.
La traducció de Heidegger al català planteja dos tipus de dificultats específiques. La primera és l'adaptació de termes isolats o acunyació de neologismes. Una altra és la reproducció d'una argumentació que justifica sovint les seves tesis amb el recurs de l'etimologia, polisèmia, al·literació i paronomàsia i tautologia; en resum, la derivació lèxica.
| Curs    | Obres seleccionades en alemany original                                                       | Traducció                                 |
| ------- | --------------------------------------------------------------------------------------------- | ----------------------------------------- |
| 1927    | Sein und Zeit, volum 2 de Gesamtausgabe                                                       | Ésser i temps                             |
| 1929    | Kant und das Problem der Metaphysik, Gesamtausgabe Volum 3                                    | Kant i el problema de la metafísica       |
| 1935    | Einführung in die Metaphysik (1935, publicat el 1953), Gesamtausgabe Volum 40                 | Introducció a la Metafísica               |
| 1936–8  | Beiträge zur Philosophie (Vom Ereignis) (1936–1938, publicat el 1989), Gesamtausgabe Volum 65 | Contribucions a la filosofia (D'Enowning) |
| 1942    | Hölderlins Hymne »Der Ister« (1942, publicat el 1984), Gesamtausgabe Volum 53                 | Himne de Hölderlin "L'Ister"              |
| 1949    | "Die Frage nach der Technik", a Gesamtausgabe Volum 7                                         | "La qüestió de la tecnologia"             |
| 1955-56 | Der Satz vom Grund, Volum 10 de Gesamtausgabe                                                 | El principi de la raó                     |
| 1955-57 | Identität und Differenz, Gesamtausgabe Volum 11                                               | Identitat i diferència                    |
| 1959    | Gelassenheit, al volum 16 de Gesamtausgabe                                                    | Discurs sobre el pensament                |
| 1959    | Unterwegs zur Sprache, Gesamtausgabe Volum 12                                                 | En el camí cap al llenguatge              |